# گویش تاجیکی فارس
گویش تاجیکی فارس عمدتاً به گویش‌های فارسی محلی در استان فارس گفته می‌شود که این گویش‌ها معمولاً همانند فارسی معیار غیر ارگاتیو هستند، اما در بیشتر مناطق عبارات و افعال کهن تر نسبت به فارسی معیار استفاده می‌شود. ریشه این گویش‌ها به زبان فارسی میانه برمی‌گردد و همانند خیلی از گویش‌های این منطقه خالص تر از فارسی معیار هستند. در بعضی مناطق که گویش تاجیکی مورد استفاده قرار می‌گیرد، به دلیل مجاورت با بقیه گویش‌ها و زبان‌ها شباهت‌هایی با آنها نیز گرفته‌اند.
گویش تاجیکی نسبت به مابقی گویش‌های منطقه فارس تنوع و گوناگونی بیشتری دارد و گویشورانی در شهرستان‌های مختلفی از جمله فیروزآباد، لامرد، مهر، فراشبند و بخش‌هایی از کازرون و دشتی و قیروکارزین و کوار دارد.
بسته به مناطق مختلف شباهت‌هایی میان این گویش و گویشهای شیرازی، کازرونی، جهرمی، دشتی، دشتستانی و مابقی گویش‌های استان بوشهر وجود دارد.

## ارتباط با مردم تاجیکستان
این گویش هیچ ارتباطی با مردم تاجیک ندارد و دلیل هم نامی آنها می‌تواند به علت این باشد که مردمان ترک تبار غالباً به افراد غیر ترک و معمولاً به فارسی‌زبانان تاجیک می‌گویند و به دلیل حضور قشقایی‌ها در این مناطق به این مردم تاجیک گفته می‌شود. (نیاز به منبع دارد)

## نمونه واژگان[۲]
به دلیل تنوع این گویش ممکن از واژه‌های استفاده شده در مناطق مختلف، متفاوت باشد.
- پسین = عصر
- گت = بزرگ
- تش = آتش
- اُو = آب
- شُو = شب
- خواردن / خاردن = خوردن
- اَفتُو = آفتاب
- چایدان = فلاسک
- بِچِه / بیچه = بچه
- بوآ = بابا
- خاگ = تخم مرغ
- دومن = پایین
- کاکا / کاکو = برادر
- جیکیله / جیجه = جوجه

## نشانه جمع
نشانه جمع بسته به مناطق مختلف مورد استفاده می‌تواند به صورت â- باشد مانند، درخت‌ها: درختا (deraxt-â) یا در برخی مناطق ممکن است به صورت al- باشد مانند درخت‌ها: درختل (deraxt-al)

## نشانه معرفه
نشانه معرفه این گویش پسوند u- است که پس از واکه به صورت ow- در می‌آید مانند:
- دختر (معرفه): doxtra-u
- مرد (معرفه): mard-u
- بچه (معرفه): beče-ow

## ضمایر
ضمایر اشاره عبارتند از:
- آن: او
- این: ای
- آنها: اوا / اونا
- اینها: ایا / اینا

ضمایر شخصی آزاد و متصل به این شکل هستند:
- من می‌خورم: مو می خارُم
- تو می‌خوری: تو می‌خاری
- او می‌خورد: او می خارِه
- ما می‌خوریم: ما / مان می‌خاریم
- شما می‌خورید: شما / شمان می خارین
- آنها می‌خورند: اوا / اونا / ایشان می خارَن

## حرف اضافه
اغلب حروف اضافه این زبان همانند فارسی معیار است ولی:
- در اکثریت مناطق «اَ» به جای حرف اضافهٔ «به» به کار می‌رود؛ مثلاً «اَ مو» به معنی «به من» است.
- در اکثریت مناطق «سی» به جای حرف اضافهٔ «برای» به کار می‌رود مثلاً «سی مو» به معنی «برای من» است.

## فعل
نوع بیان فعل:
فعل: بود. هست. رفت
تاجیکی: بی، هِ / هِسِ. رَ / رَف